# Parsian (Verwaltungsbezirk)
Parsian (persisch شهرستان پارسیان), ehemals Gavbani, ist ein Schahrestan in der Provinz Hormozgan im Iran. Er enthält die Stadt Parsian, welche die Hauptstadt des Verwaltungsbezirks ist.

## Kreise
- Zentral (بخش مرکزی)
- Kuschk-e Nar (بخش کوشکنار)

## Demografie
Bei der Volkszählung 2016 betrug die Einwohnerzahl des Schahrestan 50.596. Die Alphabetisierung lag bei 85 Prozent der Bevölkerung. Knapp 51 Prozent der Bevölkerung lebten in urbanen Regionen.
| Zensusjahr | Einwohnerzahl |
| ---------- | ------------- |
| 2011       | 42.843        |
| 2016       | 50.596        |